# Los Pinos, Huautepec
Los Pinos är en ort i Mexiko.   Den ligger i kommunen Huautepec och delstaten Oaxaca, i den sydöstra delen av landet, 290 km sydost om huvudstaden Mexico City. Los Pinos ligger 1 724 meter över havet och antalet invånare är 358.
Terrängen runt Los Pinos är bergig söderut, men norrut är den kuperad. Runt Los Pinos är det ganska glesbefolkat, med 36 invånare per kvadratkilometer. Närmaste större samhälle är Huautla de Jiménez, 6,3 km nordväst om Los Pinos. I omgivningarna runt Los Pinos växer i huvudsak städsegrön lövskog.